# Elektronentransferierendes Flavoprotein

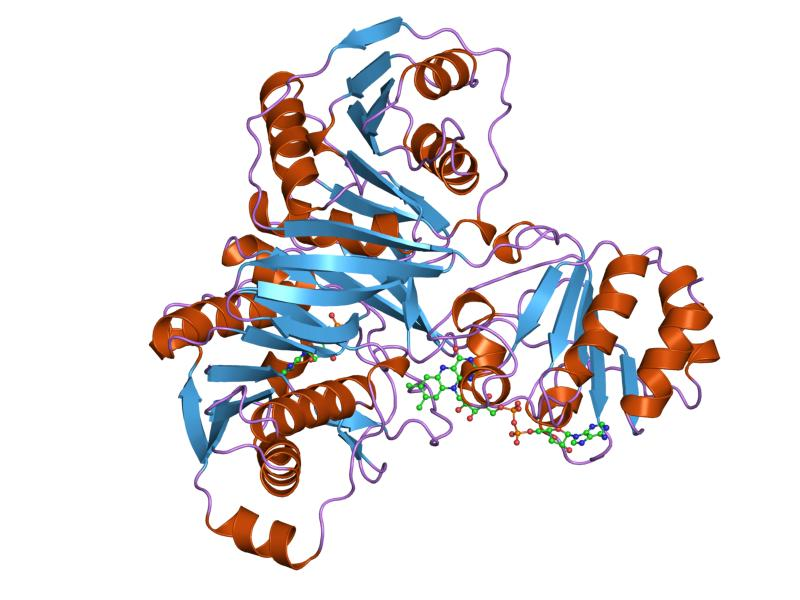
Menschliches ETF als Bändermodell mit FAD, nach PDB 1EFV

Das Elektronentransferierende Flavoprotein (abgekürzt ETF) ist ein Komplex aus zwei Proteinketten, der in Bakterien und Eukaryoten Teil der Atmungskette ist. Das Heterodimer aus ETF-α und ETF-β ist dort für den Transport zweier Elektronen, welche durch FADH2 zur Verfügung gestellt werden, verantwortlich. Beim Menschen können Mutationen im ETFA- oder ETFB-Gen, die für die ETF-Untereinheiten kodieren, zur seltenen erblichen Glutarazidurie 2A (GA2A) führen.

## Allgemein
Zahlreiche mitochondriale Enzyme beinhalten Flavinadenindinukleotid als kovalent gebundenes Coenzym.
Während NADH löslich ist und zu den Komplexen der Atmungskette frei diffundieren kann, ist FADH2 fest an das jeweilige Enzym gebunden.
ETF fungiert hier als Elektronentransporter.
Es nimmt zwei Elektronen auf und reduziert dabei ein eigenes kovalent gebundenes FAD zu FADH2.
Schließlich gibt es seinerseits die Elektronen an die ETF-Ubichinon-Oxidoreduktase ab, welche ebenfalls ein kovalent gebundenes FAD enthält. Dieses wird wieder zu FADH2 reduziert und gibt nun seinerseits die Elektronen an das in der mitochondrialen Innenmembran lokalisierte Ubichinon ab.
LYRM5, ein Mitglied der LYRM-Protein-Superfamilie, deflavoniert ETF, indem es sowohl mit ETF-α als auch mit ETF-β interagiert. Dies destabilisiert die FAD-Bindungsstelle, was zur Freisetzung von FAD und in der Folge zur Unterbrechung des Elektronentransfers führt.

## β-Oxidation
In einer entscheidenden Reaktion der β-Oxidation, nämlich der Reaktion eines Acyl-CoA zu einem trans-Δ²-Enoyl-CoA, katalysiert durch die Acyl-CoA-Dehydrogenase werden zwei Elektronen und zwei Protonen auf das FAD übertragen. Durch den oben genannten Mechanismus gelangen diese Elektronen zur Atmungskette.